# Pantomogram

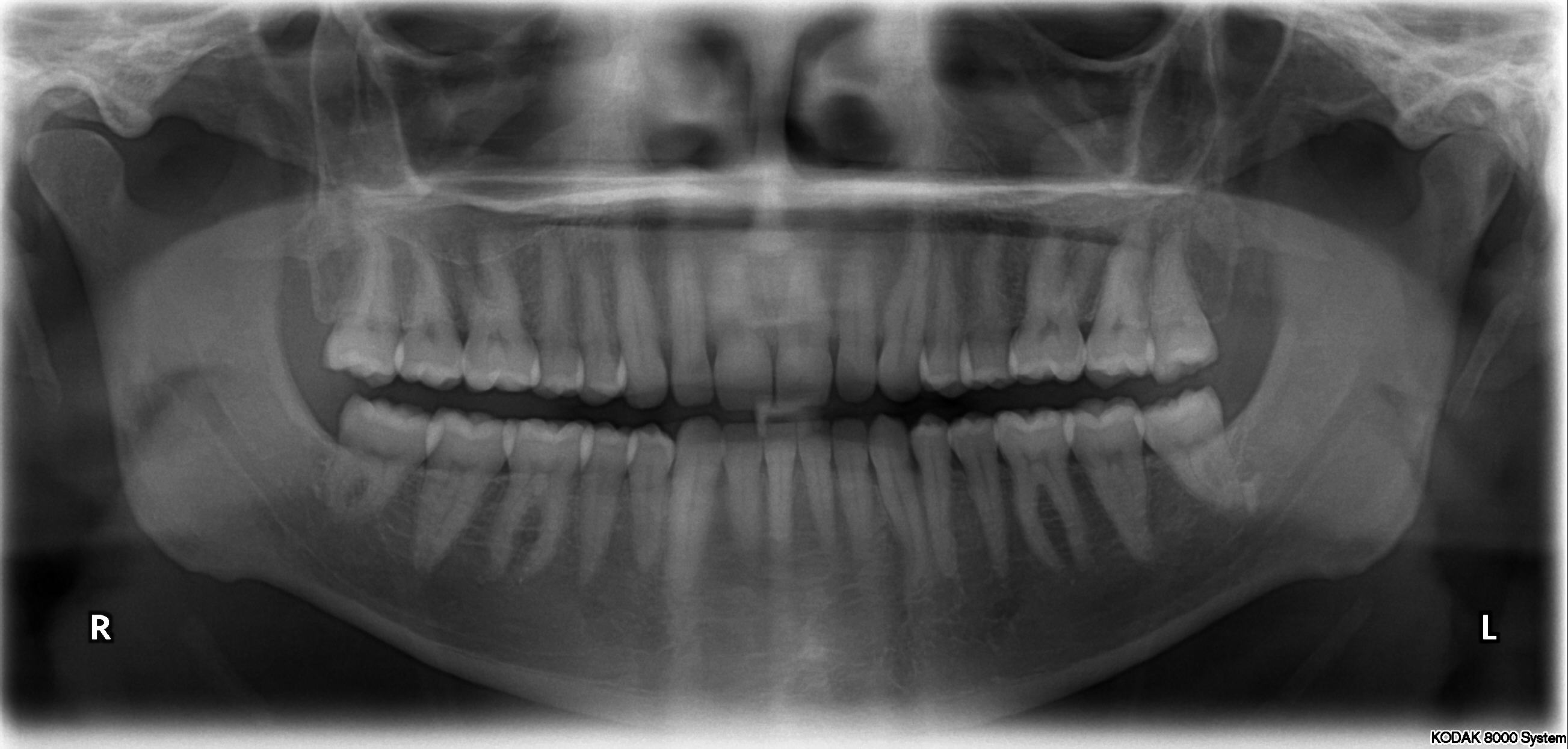
Ortopantomogram, pełne uzębienie stałe

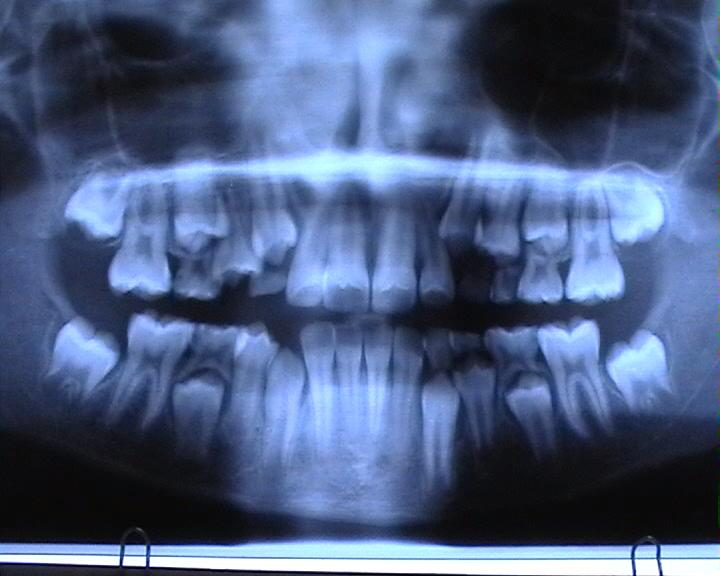
Ortopantomogram, uzębienie mieszane

Pantomogram, zdjęcie pantomograficzne (zbitka wyrazowa panorama + tomogram) – zdjęcie rentgenowskie struktur zakrzywionych szczęki i żuchwy, do wykonania którego używany jest pantomograf. Często nazywane potocznie zdjęciem panoramicznym.
Ortopantomogram (skrót OPG) to pantomogram wykonany w projekcji ortoradialnej, co oznacza, że promień padający na kliszę przechodzi przez każdy ząb prostopadle do krzywizny wyrostka zębodołowego w tym miejscu.
Istnieją trzy metody wykonania zdjęcia pantomograficznego:
1. metoda wewnątrzustna, radiografia tradycyjna
2. metoda zewnątrzustna, radiografia tradycyjna
3. metoda zewnątrzustna, radiografia cyfrowa.

## Historia

Schemat pantomografu zewnątrzustnego dra H. Numaty

Pierwsze pantomogramy wewnątrzustne wykonano w latach 40. XX wieku – w 1943 Niemiec Horst Beger otrzymał patent na tę metodę, a niezależnie od niego metodę tę opracował w 1946 Szwajcar Walter Ott.
Pierwsze eksperymenty z pantomogramami zewnątrzustnymi wykonywano w latach 30. XX wieku. W 1934 dr H. Numata umieścił zakrzywiony film wewnątrz ust pacjenta między zębami a językiem, zaś lampa poruszała się, podobnie jak dzisiaj, wokół głowy pacjenta.
W 1948 Yrjö Veli Paatero opracował metodę stosowaną do dziś, to znaczy z lampą i kliszą ustawionymi zewnątrzustnie i obracającymi się razem wokół głowy pacjenta.
W latach 60. wprowadzono na rynek pierwszy pantomograf (Panorex firmy S. S. White and Company).
Do polskich pionierów pantomografii zalicza się radiologa Ernesta Matuszka.

## Wykonanie

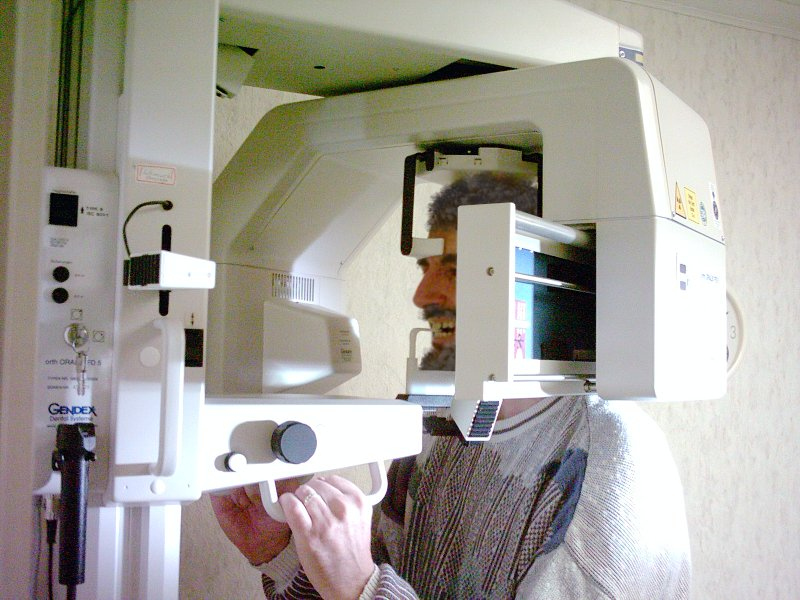
Wykonanie pantomogramu zewnątrzustnego metodą tradycyjną

Wykonanie pantomogramu jest bezbolesne i trwa około kilkunastu do dwudziestu sekund.

### Pantomogram wewnątrzustny
Metoda rzadko stosowana. Przez niektórych nazywana jedynie rtg panoramicznym dla odróżnienia od pantomogramów zewnątrzustnych. Lampę rentgenowską umieszcza się wewnątrz jamy ustnej pacjenta. Zdjęcia łuków górnego i dolnego wykonuje się oddzielnie. Pacjent przytrzymuje zakrzywioną kliszę, która przylega do twarzy odpowiednio w okolicy nosa lub bródki (w zależności od badanego łuku zębowego). Możliwe jest również zdjęcie lewych lub prawych połówek obu łuków naraz.

### Pantomogram zewnątrzustny
Badanie wykonuje się zwykle w pozycji stojącej i w bezruchu. Pacjent powinien być zabezpieczony fartuchem ochronnym. Kręgosłup szyjny powinien być wyprostowany, płaszczyzna Campera ustawiona w poziomie, płaszczyzna pośrodkowa w pionie. Zwykle pacjent zagryza ustnik między siekaczami, aby rozklinować zęby i zapobiec nakładaniu się zębów górnych i dolnych na zdjęciu (to wyklucza pantomogram z diagnostyki chorób SSŻ).
Głowica aparatu rtg znajduje się po jednej stronie głowy pacjenta, film – po drugiej. Oba zataczają łuk (w nowoczesnych aparatach zbliżony do krzywizny łuków zębowych, zwykle eliptyczny) wokół unieruchomionej głowy pacjenta, w tę samą stronę względem wskazówek zegara. W tym czasie lampa rtg wysyła wąską (ok. 8°) wiązkę rtg, a klisza przesuwa się tak, że w czasie ekspozycji naświetlane są kolejne jej części.
Dawka promieniowania w tej metodzie wynosi 20–30 µSv, co stanowi około 3 dni promieniowania tła (roczna dawka naturalna promieniowania tła ≈ 2,7 mSv).

### Pantomogram cyfrowy
Wraz z rozwojem technologii klisza została zastąpiona czujnikiem CCD a obraz jest wyświetlany na ekranie monitora i może być przechowywany w postaci cyfrowej. Istnieją programy komputerowe obsługujące pantomografy cyfrowe, które umożliwiają cyfrową obróbkę zdjęć rtg, takie jak wyostrzanie obrazu, negatyw-pozytyw, badanie gęstości, barwienie kolorem, kalibracja, histogram i tomosynteza.
Pantomografy cyfrowe emitują bardzo niską dawkę promieniowania – ok. 5–20 µSv, o wiele bezpieczniejszą w porównaniu z tradycyjną radiografią (mniejszą nawet o 70% od pantomogramów tradycyjnych).

## Zastosowanie

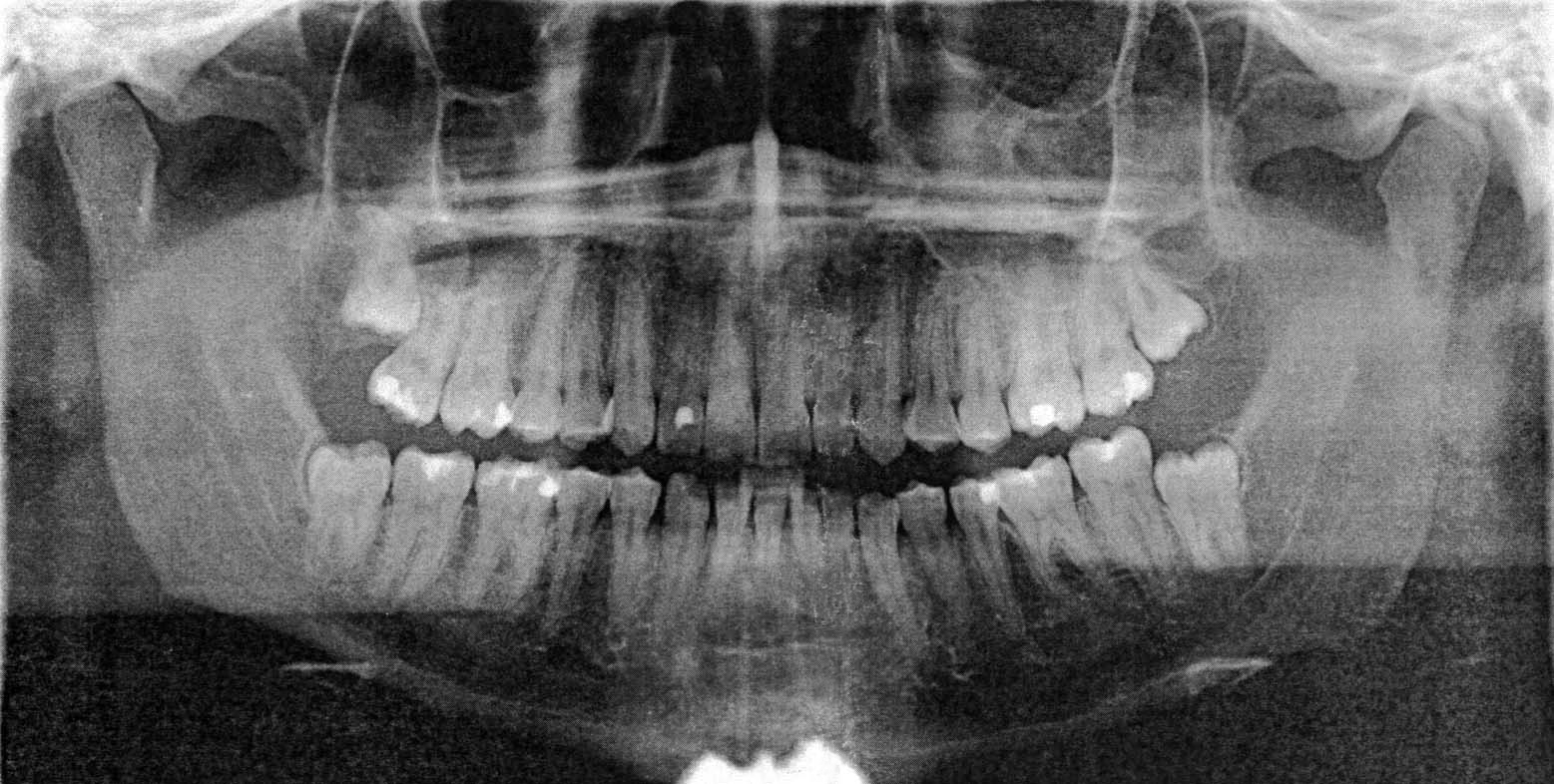
Wyrzynające się ósemki, lekkie zaburzenie linii symetrii

Jest to zdjęcie przeglądowe przedstawiające ogólny stan wszystkich zębów, zawiązków zębów oraz struktur je otaczających takich jak kości szczęki i żuchwy, stawy skroniowo-żuchwowe i częściowo zatoki szczękowe, jest również pomocne w ocenie wad rozwojowych, urazach i nowotworach.
Za pomocą pantomogramu można wykryć wiele nieprawidłowości, jak np. próchnica, zmiany okołowierzchołkowe, zęby zatrzymane, dodatkowe i nadliczbowe, zęby nieprawidłowo przeleczone kanałowo. Ze względu jednak na ogólny obraz czasami wymagane jest wykonanie dodatkowo dokładniejszego zdjęcia zębowego podejrzanej okolicy. Pantomogram daje również pogląd na stan kośćca w przypadku planowania zabiegu wszczepiania implantów zębowych – jednak w tym wypadku najczęściej korzysta się z tomografii komputerowej.
Dawka emitowana podczas badania jest w przybliżeniu równa 3–5 typowym zdjęciom przylegającym przy czym przedstawia 3-krotnie większy obszar niż 14 zdjęć przylegających wymaganych, aby pokryć oba łuki zębowe.
Pantomogram powinien być wykonywany okresowo w celu kontroli stanu wyżej wymienionych elementów narządu żucia, szczególnie w profilaktyce próchnicy. Okres ten jest uzależniony indywidualnie od stanu zdrowia, wieku, podatności tkanek na próchnicę, ryzyka chorób i oznak chorób.

## Wady
Pantomogram nie odzwierciedla rzeczywistych rozmiarów obrazowanych tkanek – szczęki i trzon żuchwy są wydłużone, gałęzie żuchwy skrócone, a obraz jest średnio powiększony o 15%.
Pantomogram jest zdjęciem warstwowym, co powoduje, że niektóre struktury mogą nie być uwidocznione na zdjęciu, jeśli nie znajdowały się w okolicy warstwy badanej przez pantomograf. Przykładem może być kanał żuchwy, a także zatoka szczękowa, której zachyłek zębodołowy widać na zdjęciu, ale nie przebieg całego jej dna. Wady tej nie posiadają zdjęcia sumacyjne i tomografia komputerowa. 
Oprócz tego na zdjęciu nakładają się struktury – przykładowo kręgosłup szyjny nakłada się w okolicy siekaczy oraz powierzchnie styczne zębów nakładają się na siebie, szczególnie w odcinkach bocznych.
Zdjęcia wykonane metodą wewnątrzustną są bardziej zdeformowane od zewnątrzustnych i więcej struktur się nakłada.

## Galeria

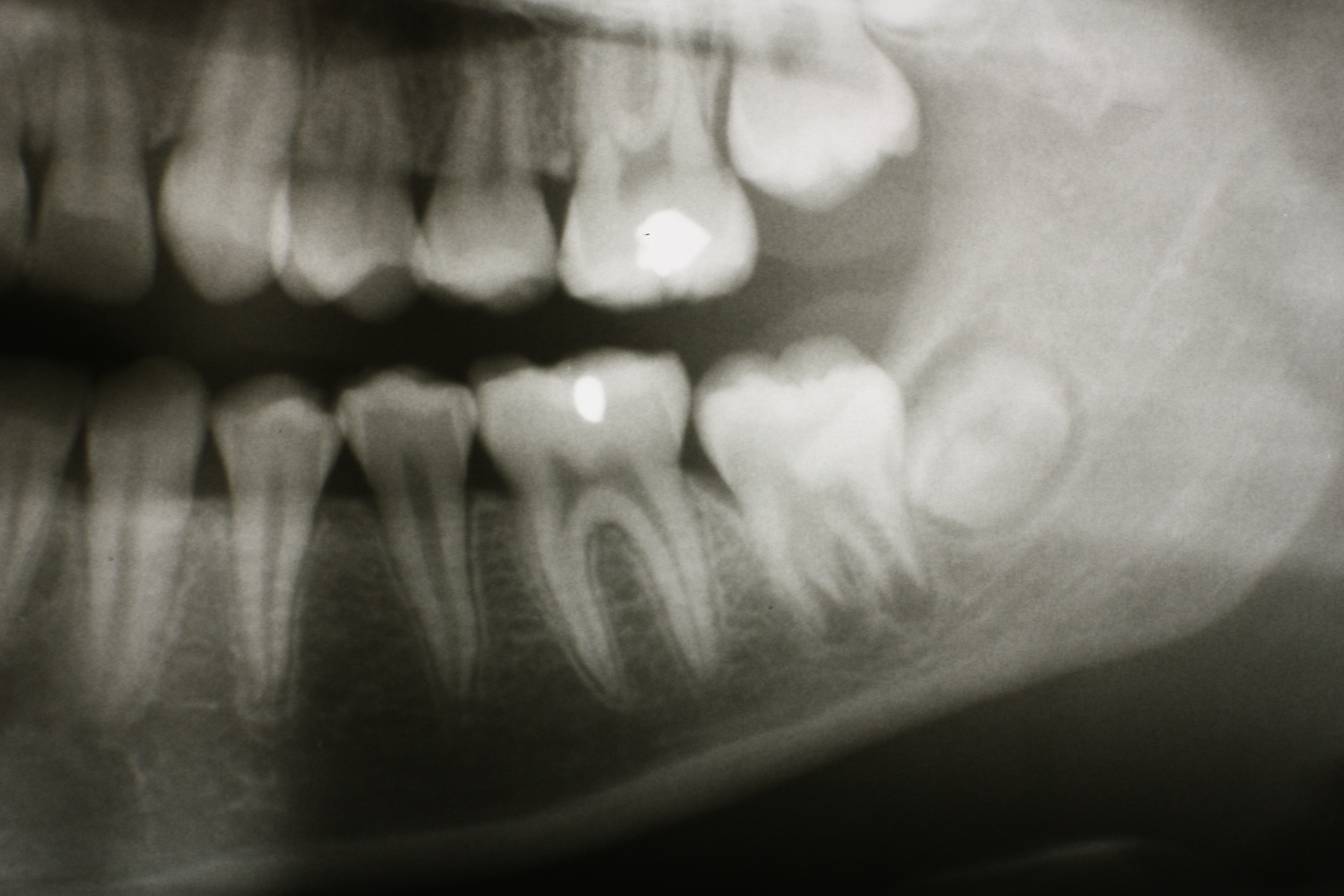
Zawiązek zęba 38
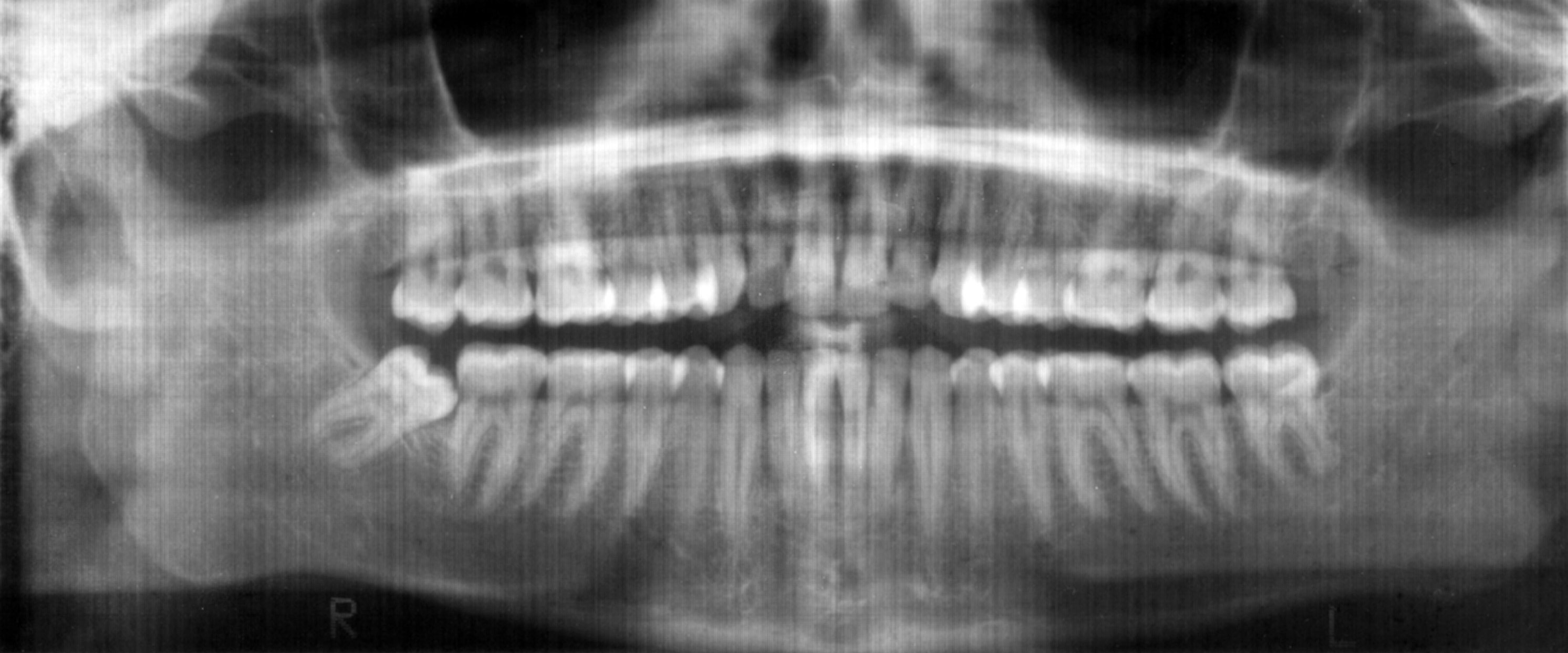
Częściowo zatrzymany ząb 48
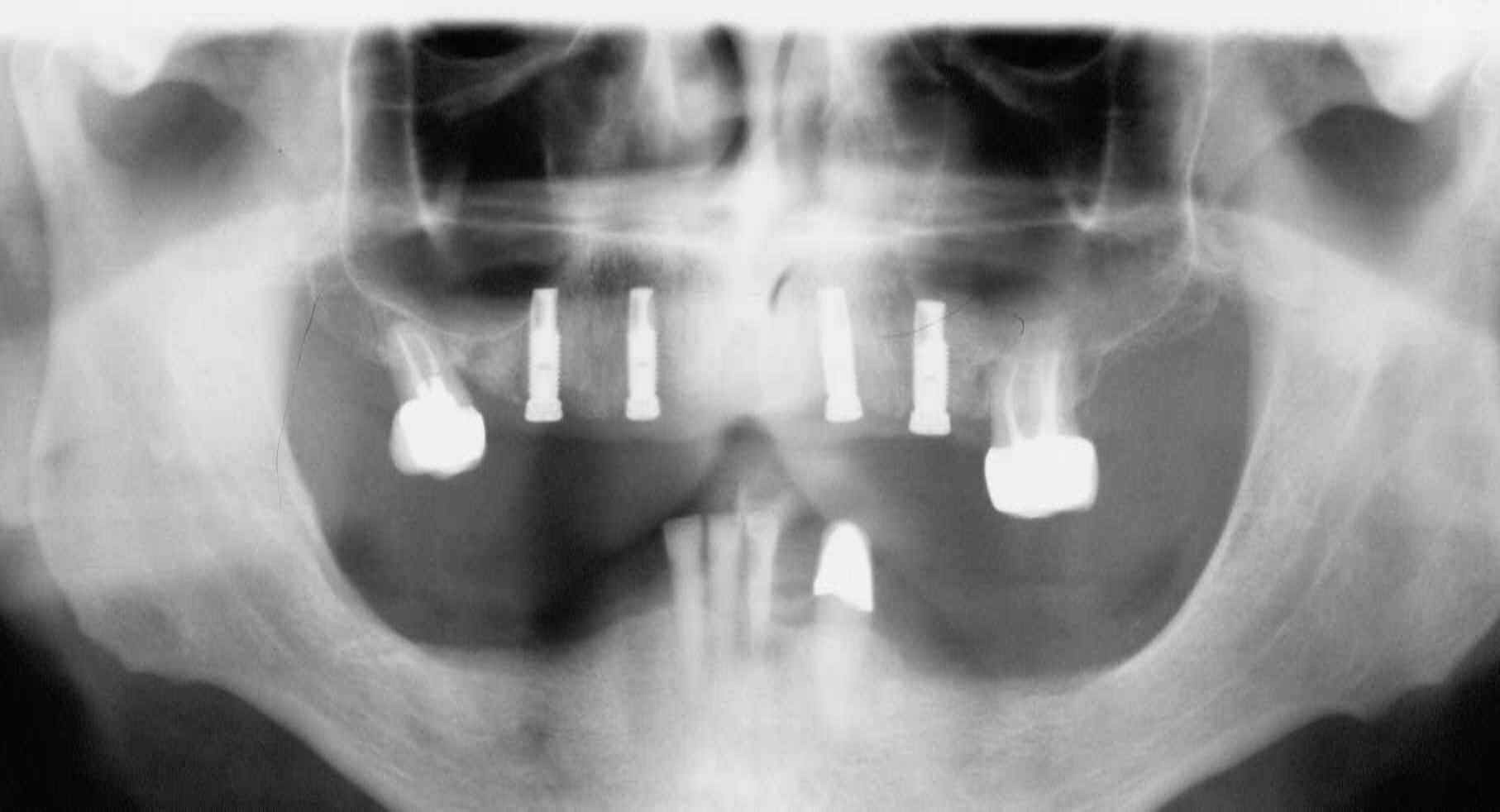
Rozległe braki zębowe, widoczne implanty, korony i wypełnione kanały korzeniowe
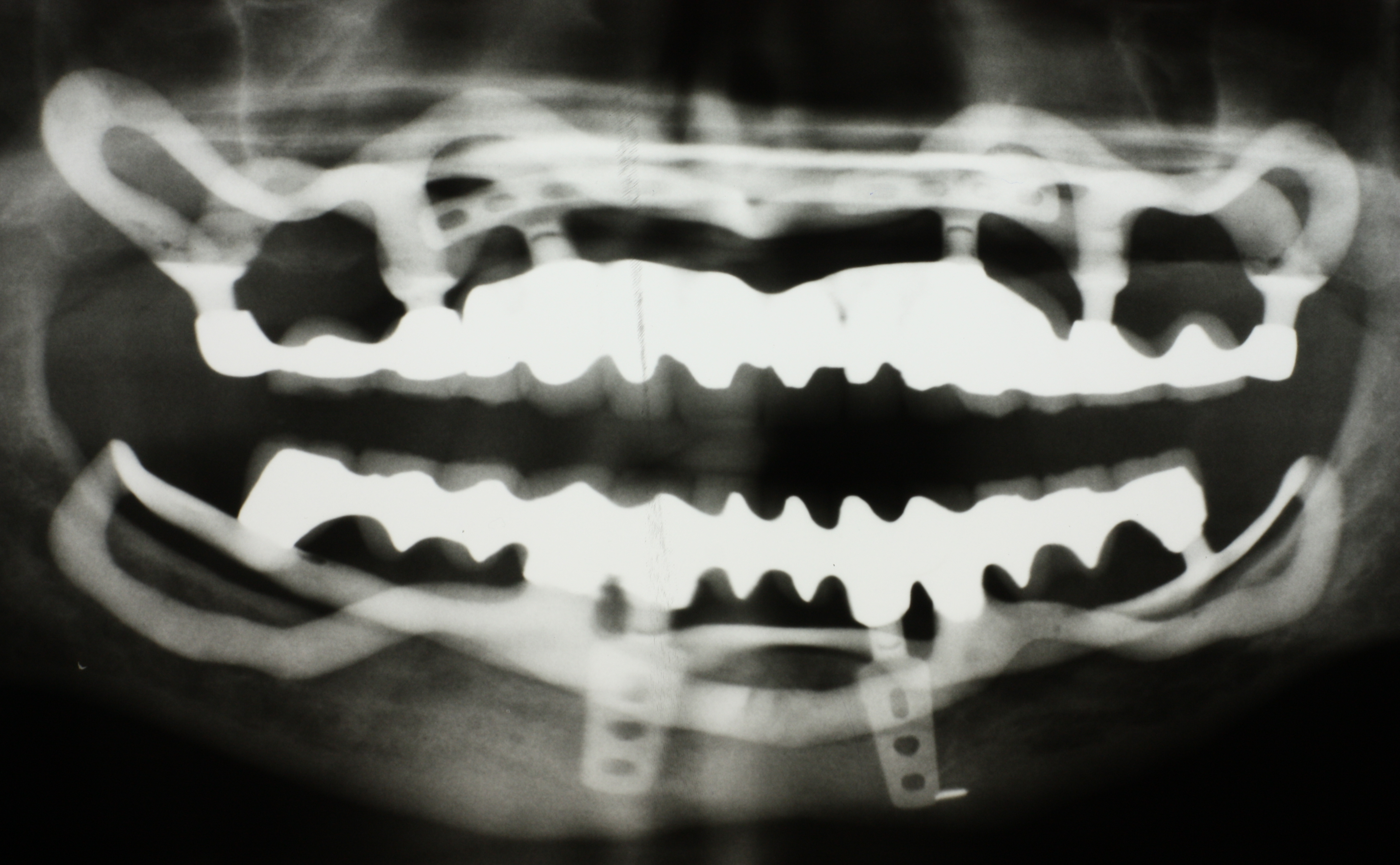
Implanty podokostnowe
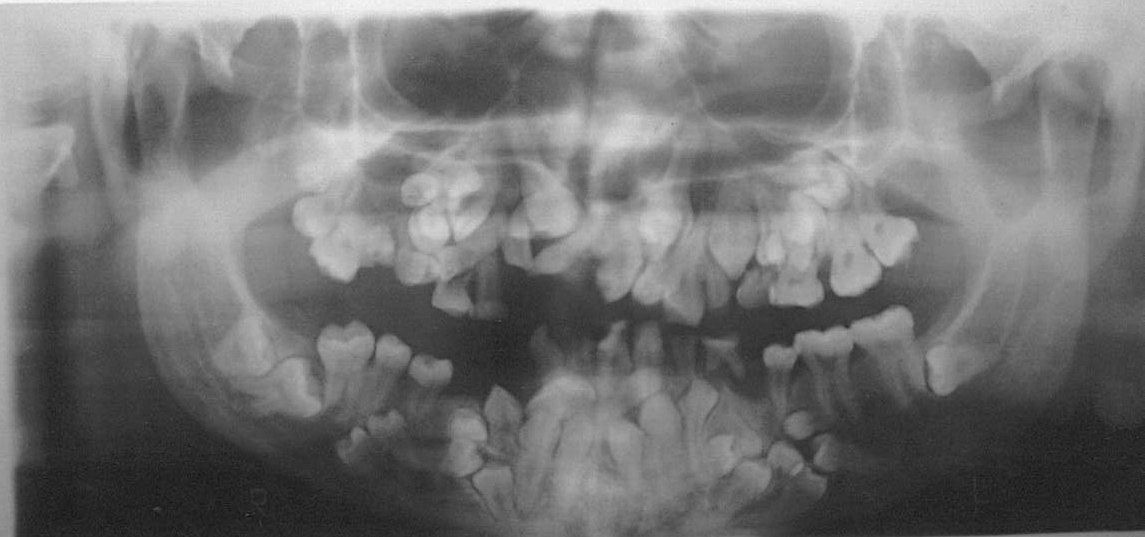
Dysplazja obojczykowo-czaszkowa
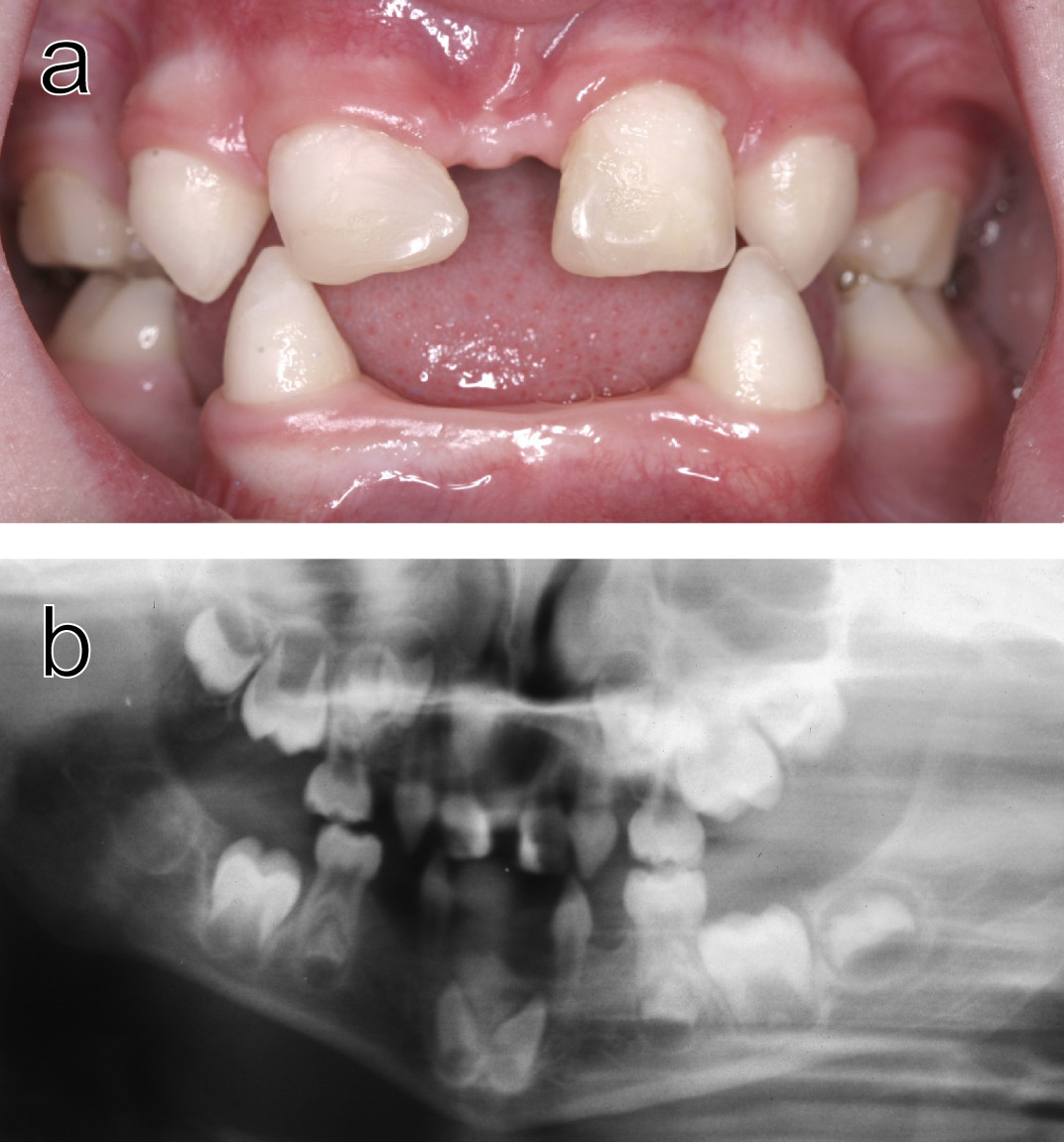
Hipohydrotyczna dysplazja ektodermalna